# Zyklothym
Als zyklothym bezeichnete Ernst Kretschmer (1888–1964) das normale Temperament des Pyknikers, das sich durch Konformität mit der Außenwelt, Anpassung und fröhliche Grundstimmung auszeichnet. Diese Stimmung ist jedoch wie bei allen psychischen Abläufen mehr oder weniger starken Schwankungen ausgesetzt. Als polaren Gegensatz zur zyklothymen Charaktereigenschaft benannte Kretschmer die schizothyme Persönlichkeitsvariante. Die Bezeichnung zyklothym geht zurück auf die deutschen Psychiater Ewald Hecker (1843–1909) und Karl Ludwig Kahlbaum (1828–1899).

## Begriffsgeschichte
Der Begriff zklothym entstammt somit einmal aus der Differentiellen und Persönlichkeitspsychologie. Er kennzeichnet aber auch psychopathologische Zustände. Diese sind naturgemäß in der Psychiatrie in ausgeprägter Art und Weise zu beschreiben. Damit ergibt sich auch die Frage nach der Abgrenzung zwischen krankhaften und normalen Zuständen. Als leichtgradige, nicht psychotische Verlaufsform einer psychischen Störung gilt die ebenfalls von Hecker und Kahlbaum zuerst 1898 beschriebene Zyklothymie. Als eindeutig krankhaft gelten die bipolaren Störungen. Damit besteht eine Polarität nicht nur zwischen fröhlichen und traurigen Zuständen, sondern auch zwischen konformen zyklothymen und nicht konformen schizothymen Charakteren. Kretschmer kann zu den Vertretern der klassischen deutschen Psychiatrie gezählt werden, indem er für die Beschreibung der mentalen Zustände körperliche Bezugsqualitäten heranzog, nämlich die Konstitutionstypen. Damit öffnete er den Weg zur Anwendung des triadischen Systems der Psychiatrie. Die Vielfalt der psychischen Zustände konnte durch das Konzept der multikonditionalen Betrachtungsweise erweitert werden.